# Charlie Doe
Charles Webster Doe, Jr. (* 4. September 1898 in San Francisco, Kalifornien; † 19. November 1995 im Contra Costa County, Kalifornien) war ein US-amerikanischer Rugby-Union-Spieler. Als bester Gedrängehalb Kaliforniens bekannt, aber auch als Schlussmann eingesetzt, wurde Doe mit der US-Auswahl 1920 und 1924 Olympiasieger.
Doe war der Sohn von Charles Webster Doe, einem wohlhabenden und einflussreichen Sägewerk- und Möbelfabrikbesitzer, und dessen Frau Laura, geborene Mitchell. Er hatte einen Bruder Alvah und besuchte die Stanford University, wo er sowohl der Rugby- als auch der Basketball-Auswahl angehörte. Doe war während des Ersten Weltkriegs einige Monate lang Krankenwagenfahrer an der italienisch-österreichischen Front und wurde mehrfach ausgezeichnet.
1920 wurde Doe in den Kader der „Eagles“ für das Rugbyturnier bei den Olympischen Spielen in Antwerpen berufen, mit dem er Olympiasieger wurde.
Nach seinem Abschluss in Stanford spielte er für den Olympic Club of San Francisco weiter Rugby, als er 1924 erneut in den Kader der US-Auswahl für ein olympisches Rugbyturnier berufen wurde. Er war zwar nur Vize-Kapitän der Mannschaft, kam aber bei beiden Spielen als Spielführer der USA zum Einsatz. Doe gelangen während des Turniers insgesamt sechs Erhöhungen, zudem verwandelte er gegen Rumänien einen Straftritt.
Nach seiner Sportlerlaufbahn machte er Karriere im väterlichen Betrieb.